# James Deering Fessenden
James Deering Fessenden (28 septembre 1833 - 18 novembre 1882) est un avocat, politicien, et soldat de l'État du Maine qui sert comme un général dans l'armée de l'Union pendant la guerre de Sécession. D'abord officier d'état-major et planificateur d’opérations jusqu'aux derniers jours de la guerre, il commande une brigade d'infanterie sur le théâtre occidental en 1864 et 1865. En 1862, il organise en Caroline du Sud ce qui est devenu l'un des premiers régiments noirs de l'armée fédérale. Il est membre de la puissante famille Fessenden, qui est importante dans la vie politique nationale au cours de la seconde moitié du 19e siècle.

## Avant la guerre
James D. Fessenden naît à Westbrook, Maine, au début de l'automne 1833. Il est le fils du sénateur américain William P. Fessenden et le frère de Francis Fessenden, qui servira également comme général dans l'armée de l'Union. Un autre frère, Samuel, sera tué lors de la seconde bataille de Bull Run pendant la guerre. Deux oncles, Samuel C. Fessenden et T. A. D. Fessenden sont membres du congrès des États-Unis.
Il fréquente les écoles locales, puis est diplômé du Bowdoin College en 1852. Il fait des études de droit, réussir son examen du barreau, et rejoint le cabinet d'avocats de son père.

## Guerre de Sécession
Après le déclenchement de la guerre de Sécession au début de 1861, Fessenden passe l'été à recruter et organiser une compagnie de carabiniers qualifiés et de tireurs d'élite, qui devient une compagnie des United States Sharpshooters. En novembre de la même année, il reçoit une commission de capitaine dans la compagnie des sharpshooters et sert aux défenses de Washington, D.C.. Avec l'influence de son père puissant, il reçoit une promotion de lieutenant-colonel et un nouveau poste comme officier d'état-major et aide de camp du major général de l'Union David Hunter. Il occupe ce poste de mars 1862 jusqu'en janvier 1863, servant principalement dans le département du Sud et le Xe corps. Au cours de cette période, il est promu colonel en juillet 1862. Il est impliqué dans la planification des opérations de l'Union contre les défenses confédérées de Charleston, Caroline du Sud, mais il ne participe pas à l'attaque principale pendant qu'il récupère à Washington, DC, d'un accident d'équitation survenu sur le terrain. Pendant sa convalescence, il utilise fréquemment ses compétences oratoire et organisationnelle pour recruter de nouveaux volontaires pour le service militaire.
En novembre 1863, Fessenden devient aide-de-camp du major général Joseph Hooker, qui a été envoyé dans le Tennessee avec deux corps de l'armée du Potomac pour renforcer l'armée du Cumberland. Hooker le félicite pour son courage lors de la bataille de Missionary Ridge et recommande sa promotion au grade de brigadier général. Il est cité trois fois pour ses actions au cours de la campagne d'Atlanta et de nouveau recommandé pour une promotion par Hooker.
En août 1864, il reçoit enfin sa promotion longuement attendue de brigadier général, mais n'a pas de commandement opérationnel car son parrain Hooker a depuis quitté l'armée. Il est affecté au commandement d'une brigade de l'armée de la Shenandoah dans la région de la vallée de Shenandoah en Virginie, une affectation initialement prévue pour son frère, qui a perdu une jambe lors de la campagne de la Red River qui l'empêche de prendre l'affectation. James Fessenden arrive en Virginie et prend le commandement d'une brigade dans le XIXe corps sous les ordres du major général William H. Emory. Il participe à la bataille de Cedar Creek en octobre, engagé dans un service de reconnaissance, puis reçoit le commandement de la garnison de l'Union des défenses de Winchester, en Virginie, en janvier 1865.
En mai 1865, il mène sa brigade lors de la grande revue des armées à Washington D.C., à la suite de la reddition des deux principales armées confédérées sur le théâtre oriental. Par la suite, il commande des troupes sous les ordres du major général Winfield S. Hancock et occupe une garnison en Caroline du Sud avant de quitter l'armée le 15 janvier 1866. Il reçoit un brevet de major général avant de quitter le service,.

## Après la guerre
Fessenden retourne dans le Maine, où il reprend sa carrière en droit, en partenariat avec son frère survivant  Francis. Il entre dans la politique locale et de l'État, et est élu pendant trois mandats à la législature de l'État du Maine. Il sert également au gouvernement fédéral au registre des faillites de son district. À la fin de sa vie, il édite le livre de son frère de Life and Services of William Pitt Fessenden, qui est publié à titre posthume en 1907.
Il est membre de la commanderie du Maine de l'ordre militaire de la légion loyale des États-Unis - une société militaire pour les officiers qui ont servi dans l'Union pendant la guerre de Sécession.
James D. Fessenden meurt à Portland, dans le Maine, où il est enterré dans le cimetière d'Evergreen.